# Tamatam
Tamatam est une île et une des deux municipalités de l'atoll de Pollap, dans les îles Carolines. Elle fait partie du district d'Oksoritod, dans l'État de Chuuk, un des États fédérés de Micronésie. Elle compte 510 habitants (2008) pour une superficie de 1 km².